# Figulus horni
Figulus horni là một loài bọ cánh cứng trong họ Lucanidae. Loài này được Zang mô tả khoa học năm 1905.